# 許樂
許樂（2003年5月17日— ），台灣聽障跨欄國手。她於2022年代表台灣參加夏季達福林匹克運動會，分別於女子100公尺與女子100公尺跨欄項目中獲得銅牌及金牌，兩個項目皆突破聽奧大會紀錄。

## 經歷
許樂出生於台灣台中市，出生時雙耳重度聽力損傷，2歲開始配戴助聽器。國中時參加學校的田徑隊，因對起跑蜂鳴器的反應較一般選手慢，導致起跑時瞬間加速不足，對短跑比賽不利，經過評估後改練跨欄。2020年12月參加台灣的全國田徑錦標賽，於女子100公尺跨欄項目中以13.19秒獲得金牌，突破世界聽障紀錄，並獲頒當年體育運動精英獎的最佳運動精神獎。

## 賽事記錄
| 年            | 賽事                     | 舉辦城市       | 名次          | 項目              | 記錄          |
| 代表 中華臺北 | 代表 中華臺北            | 代表 中華臺北  | 代表 中華臺北 | 代表 中華臺北     | 代表 中華臺北 |
| ------------- | ------------------------ | -------------- | ------------- | ----------------- | ------------- |
| 2022          | 24屆夏季達福林匹克運動會 | 巴西南卡希亞斯 | 第3名         | 女子組100公尺     | 12.31秒       |
| 2022          | 24屆夏季達福林匹克運動會 | 巴西南卡希亞斯 | 第1名         | 女子組100公尺跨欄 | 13.91秒       |